# Barraca (discoteca)
Barraca és una discoteca inaugurada el 1965, ubicada a prop de la platja de Les Palmeres, al municipi de Sueca, i que fon pionera de la vanguardia musical. Va tindre un gran auge en els anys 80, quan es va consolidar com la discoteca de major importància de la «moguda valenciana», durant la Ruta Destroy.
A l'inici la sala era una típica barraca valenciana, d'on prové el nom, a la qual aviat es van anar adherint carpes per a poder acollir més gent. La discoteca va començar als anys seixanta del segle xx, amb música lenta i flamenc. Seria a finals dels setanta quan, amb uns anys en funcionament i l'impuls de Carlos Simó, va començar a diferenciar-se de la resta de discoteques. Als anys de la movida i de la alliberació cultural i sexual després de la caiguda del franquisme va començar a atraure gent estrambòtica, esdevenint un referent de la Ruta Destroy en canviar el seu ambient per un de més radical i liberal, una veritable revolució a les discoteques de la península ibèrica.
Amb Chocolate i Spook Factory va ser un dels centres de la ruta del bakalao, on durant els anys 80 del segle xx es va desenvolupar la música synthpop peninsular que es volia diferenciar de la programació comercial i poc innovadora de les grans discogràfiques i emissores de televisió i ràdio. Es destacava com un espectacle visual, ja que s'hi podia trobar tothom que fugia de les normes estètiques establertes. Inspirat en grups com Kraftwerk, Depeche Mode, U2, Visage o The Pretenders i fins i tot rock de garatge, que discjòqueis com Carles Simó, Juan Santamaría, i Fran Lenaers van punxar, es va desenvolupar un estil ben propi, diferent del synthpop anglosaxó o eivissenc. Així van aparéixer a València els denominats «barraqueros», assidus de la sala i la característica «música barraquera». La discoteca acompanyava les sessions amb espectaculars performances.
El 2008 la discoteca llança un segell discogràfic propi: «Barraca Music» com a senyal de la característica identitat musical que té. Va produir temes de discjòqueis residents com Danny Fiddo o Andrew Grant, i discjòqueis del mateix estil musical, com Los Updates i Ricardo Villalobos, entre d'altres. Moltes edicions han estat molt ben acollides entre el públic aficionat a l'estil musical, dins i fora de la sala.